# Ландау ан дер Изар
Ландау ан дер Изар (на немски: Landau an der Isar) е град в Долна Бавария, Германия, с 12 729 жители (към 31 декември 2013). През града тече река Изар.
Разположен е на 390 метра надморска височина на Баварското плато.
Основан е през 1224 г. от баварския Вителсбахски херцог Лудвиг I Келхаймерски.